# Championnats du monde de VTT 1998
Navigation
Château-d'Œx 1997 Åre 1999
Les championnats du monde de VTT 1998 se sont déroulés au Mont Sainte-Anne au Canada du 14 au 20 septembre 1998. Cette année-là marque la domination des coureurs français qui remportent huit des neuf titres mondiaux disputés.

## Médaillés

### Cross-country
| Épreuves                                    | Or                 | Or              | Argent           | Argent       | Bronze              | Bronze       |
| ------------------------------------------- | ------------------ | --------------- | ---------------- | ------------ | ------------------- | ------------ |
| Hommes, élites résultats détaillés          | Christophe Dupouey | 2 h 13 min 27 s | Jérôme Chiotti   | + 41 s       | Filip Meirhaeghe    | + 1 min 43 s |
| Femmes, élites résultats détaillés          | Laurence Leboucher | 2 h 12 min 40 s | Gunn-Rita Dahle  | + 1 min 53 s | Alison Sydor        | + 4 min 18 s |
| Hommes, moins de 23 ans résultats détaillés | Miguel Martinez    | 1 h 51 min 45 s | Christoph Sauser | + 2 min 07 s | Roel Paulissen      | + 2 min 31 s |
| Hommes, juniors résultats détaillés         | Julien Absalon     | 1 h 36 min 18 s | Ryder Hesjedal   | + 1 min 21 s | Fredrik Modin       | + 1 min 57 s |
| Femmes, juniors résultats détaillés         | Cécile Rode        | 1 h 29 min 39 s | Séverine Hansen  | + 14 s       | Sandrine Guirronnet | + 33 s       |

### Descente
| Épreuves                            | Or                     | Or            | Argent          | Argent    | Bronze             | Bronze    |
| ----------------------------------- | ---------------------- | ------------- | --------------- | --------- | ------------------ | --------- |
| Hommes, élites résultats détaillés  | Nicolas Vouilloz       | 4 min 47.89 s | Gerwin Peters   | + 4.49 s  | Mickael Pascal     | + 8.61 s  |
| Femmes, élites résultats détaillés  | Anne-Caroline Chausson | 5 min 26.47 s | Nolvenn Le Caër | + 10.55 s | Cheri Elliott      | + 13.47 s |
| Hommes, juniors résultats détaillés | Fabien Barel           | 4 min 47.63 s | Franck Parolin  | + 12.27 s | Nathan Rennie      | + 12.32 s |
| Femmes, juniors résultats détaillés | Sari Jörgensen         | 5 min 47.73 s | Sabrina Jonnier | + 12.56 s | Johanna Rübel-Todt | + 17.35 s |